# Stockholms dramatiska högskola

Stockholms dramatiska högskola (StDH) bildades 2011 då Dramatiska institutet och Teaterhögskolan i Stockholm gick samman. År 2014 bildade Stockholms dramatiska högskola tillsammans med DOCH Dans och Cirkushögskolan och Operahögskolan i Stockholm Stockholms konstnärliga högskola, vilken bedriver utbildning inom cirkus, dans, danspedagogik, film, media, opera, scenkonst och skådespeleri. Sedan den 1 januari 2020 används inte längre namnet Stockholms dramatiska högskola. 

## Historik
Stockholms dramatiska högskola bildades som en självständig statlig högskola den 1 januari 2011 genom en sammanslagning av Teaterhögskolan i Stockholm och Dramatiska institutet. Den 1 januari 2014 bildades Stockholms konstnärliga högskola genom en sammanslagning av Stockholms dramatiska högskola, Dans- och cirkushögskolan och Operahögskolan i Stockholm. Sedan 1 januari 2020 används inte längre namnet Stockholms dramatiska högskola. 